# Garbarnia Cracovie
Maillots
Dernière mise à jour : 31 décembre 2024.
Le RKS Garbarnia Cracovie est un club polonais de football basé à Cracovie.

## Historique
- 1921 : fondation du club sous le nom de KS Lauda
- 1924 : le club est renommé KS Garbarnia
- 1949 : le club est renommé ZS Związkowiec Kraków
- 1951 : le club est renommé Związkowe Koło Sportowe Włókniarz
- 1951 : le club est renommé Terenowe Koło Sportowe Włókniarz
- 1971 : le club est renommé RKS Garbarnia

## Palmarès
- Championnat de Pologne de football
  - Champion : 1931

## Anciens joueurs
- Robert Gadocha
- Edward Madejski